# Pale (FBiH)
Općina Pale-Prača je jedna od tri općine Bosansko-podrinjske županije Goražde. Centar općine je gradić Prača.
Geografski položaj, plodno tlo, pogodna klima, šume bogate raznom divljači i šumskim plodovima davale su ljudima u davna vremena dobre uvjete za život tako da se i danas mogu naći ostaci civilizacije iz srednjeg vijeka.

## Zemljopis
Naselja Prača i Renovica smještena su na obalama istoimene rijeke u veoma plodnoj dolini, opasane planinama Jahorinom, koja je visoka oko 1900 m, i Romanijom, s nadmorskom visinom  oko 1400 m, te prelijepim visovima: Crnim rajskim vrhom, Klekom i Borovcom. Udaljena je od središta županije Goražda oko 40 km-a, a od glavnog grada Sarajeva 35 km s kojim je povezana modernom asfaltnom cestom.

## Naseljena mjesta
Poslije potpisivanja Daytonskog Mirovnog sporazuma, najveći dio općine Pale s gradom Palama, ušao je u sastav Republike Srpske. U sastav Federacije BIH, ušla su naseljena mjesta: 
Brojnići, Čeljadinići, Čemernica, Datelji, Komrani, Hrenovica i Šainovići, te dijelovi naseljenih mjesta: Brdarići, Kamenica, Prača, Srednje i Turkovići. 
Od ovog područja formirana je općina Pale-Prača.

## Povijest
Na lokalitetima sela Komrani, Cemernica i drugim mjestima i danas se nalazi veliki broj stećaka. U blizini Prače nalaze se ostaci drevnog grada Pavlovac kojim je vladala neobična vladarka Jerinja. Legenda kaže za ovu neobičnu vladarku da je vunom pregrađivala rijeku Praču kako bi uživala u vožnji lađom. Mlijeko s brdskih predjela od seoskih domaćinstava dobivala je u drvenim koritima koja su bila povezana s tvrđavom u obliku vodovoda. Najčudnija legenda vezuje ovu neobičnu vladarku sa strašću za ubijanjem mladih odabranih ljubavnika. Nakon provedene jedne noći bacala bi ih s gradskih zidina u kanjon rijeke Prače.

## Vanjske poveznice
- Stranica općine Pale-Prača  Arhivirana inačica izvorne stranice od 3. kolovoza 2018. (Wayback Machine)
- - Lovište Bijele vode  Arhivirana inačica izvorne stranice od 3. svibnja 2019. (Wayback Machine)